# Оклендский университет
Оклендский университет (англ. University of Auckland, маори Te Whare Wānanga o Tāmaki Makaurau) — университет, расположенный в городе Окленд, Новая Зеландия. Является крупнейшим университетом Новой Зеландии. По версии QS World University Rankings в 2011 году он занимал 82–е место в мире. Оклендский университет был основан в 1883 году. Сейчас университет состоит из 8 факультетов и 6 кампусов. По данным на апрель 2010 года в нём учатся примерно 39 940 студентов.